# I Fungies
I Fungies (The Fungies!) è una serie televisiva animata statunitense del 2020, creata da Stephen P. Neary e prodotta da Cartoon Network Studios.
La serie viene pubblicata negli Stati Uniti su HBO Max dal 20 agosto 2020. In Italia la serie viene trasmessa su Cartoon Network dal 2 novembre 2020 al 20 maggio 2022.

## Trama
Nella metropoli micologica di Fungietown abitano esseri simili a funghi. La serie segue le avventure di Seth, uno dei giovani abitanti funghi della città, il cui amore per le avventure scientifiche porta spesso problemi con gli abitanti locali.

## Episodi
| Stagione         | Episodi | Prima TV USA     | Prima TV Italia |
| ---------------- | ------- | ---------------- | --------------- |
| Prima stagione   | 40      | 20 agosto 2020   | 2 novembre 2020 |
| Seconda stagione | 20      | 3 giugno 2021    | 1 novembre 2021 |
| Terza stagione   | 20      | 16 dicembre 2021 | 2 maggio 2022   |

## Personaggi e doppiatori

### Personaggi principali
- Seth, voce originale di Harry Teitelman, italiana di Daniele Giuliani.
- Pascal, voce originale di Stephen P. Neary, italiana di Emiliano Reggente.
- Dott. Nancy, voce originale di Jennifer Coolidge, italiana di Rossella Acerbo.
- Nevin, voce originale di Justin Michael, italiana di Francesco Falco.
- Limoncino (in originale: Lil' Lemon), voce originale di Niki Yang, italiana di Tito Marteddu.

### Personaggi ricorrenti
- Mertha, voce originale di Edi Patterson, italiana di Valentina De Marchi.
- Sir Tree, voce originale di Stephen P. Neary, italiana di Luca Dal Fabbro.
- I Gemelli, voci originali di Tama Brutsche, italiane di Valeriano Corini.
- Claudette, voce originale di Zaela Rae, italiana di Ilaria Pellicone.
- Terry, voce originale di Mary Faber, italiana di Beatrice Margiotti.
- Cool James, voce originali di Sam Richardson, italiana di Stefano Broccoletti.
- Sindaco, voce originale di Sam Richardson, italiana di Francesco De Francesco.
- Champsa, voce originale di Grace Kaufman, italiana di Giulia Franceschetti.
- Holk, voce originale di Grace Kaufman, italiana di Emanuele Natalizi.
- Pam, voce originale di Terry Gross, italiana di Emilia Costa.
- Anna Nanna, voce originale di Edi Patterson.
- Nonna Grancie, voce originale di June Squibb.
- Comandante Beefy, voce originale di Chris Diamantopoulos.
- Coach Croach, voce originale di Eric Edelstein.
- Papà Limone, voce originale di Justin Michael, italiana di Alessandro Budroni.

### Personaggi secondari
- Spinosaurus, voce originale di Stephen P. Neary, italiana di Francesco Sechi.
- Professor Booker, voce originale di Harry Teitelman, italiana di Sergio Garbarino.
- Lord Crawly, voce originale di Phil LaMarr, italiana di Emiliano Reggente.

## Produzione
Secondo il creatore Stephen Neary, la sua ispirazione per la serie è nata dopo una ricerca su Wikipedia, che l'ha portato a conoscere una specie di antichi funghi noti come Prototaxites. Affascinato dall'idea, ha deciso di incorporare l'argomento nella nuova serie, ricordando inoltre le sue serie preferite di quando era piccolo come Fraggle Rock, Popples, I Puffi, Noozles, David Gnomo amico mio, The Adventures of Pete and Pete e Sesamo apriti.
I Fungies è stato originariamente sviluppato come parte dell'International Artists Program di Cartoon Network, basandosi sull'episodio pilota The Fancies del 2017, ed è stato approvato per una serie completa nel luglio 2019. La prima stagione è stata presentata in anteprima il 20 agosto 2020 su HBO Max.

## Distribuzione

### Trasmissione internazionale
- 20 agosto 2020 negli Stati Uniti d'America su HBO Max;
- 2 novembre 2020 in Turchia su Cartoon Network;
- 2 novembre 2020 in Italia su Cartoon Network;
- 2 novembre 2020 nel Regno Unito su Cartoon Network;
- 21 novembre 2020 nelle Filippine su Cartoon Network;
- 14 dicembre 2020 in Africa su Cartoon Network;
- 10 gennaio 2021 in Canada su Teletoon.

## Accoglienza
Common Sense Media ha valutato la serie con 4/5 stelle, affermando che "La stupidità attirerà i bambini, ma i genitori apprezzeranno tutte le grandi cose segretamente intrecciate presenti in ogni episodio". Anche Mashable ha dato una recensione favorevole, affermando ironicamente che c'è "un perfetto equilibrio tra il mondo morbido e sicuro della programmazione per bambini e l'assurdismo impassibile dell'esaurimento emotivo".